# Emmy Kristine Guttulsrud Kristiansen
Emmy Kristine Guttulsrud Kristiansen född 13 september 2000 i Holmestrand, känd under sitt artistnamn Emmy, är en norsk sångare. Hon representerade Irland i Eurovision Song Contest 2025 med låten "Laika Party". Bidraget gick inte vidare till final.
Emmy medverkade 2021 i Melodi Grand Prix där hon tog sig till final och slutligen placerade sig på en sjätteplats med låten "Witch Woods".